# Obere Adria
Koordinaten: 44° 0′ N, 14° 0′ O
Obere Adria nennt man den Raum am Nordende der Adria, das Meeresgebiet selbst ebenso wie die umgebende Landregion.

## Zu Begriff und Umgrenzung
Die Adria bildet eine langgestreckte, fjordartige Bucht (beziehungsweise ein Nebenmeer), die sich aus dem zentralen Mittelmeer nordwestwärts zieht, und dabei die Apenninische Halbinsel Europas von der Balkanhalbinsel trennt. Die Bezeichnung „oben“ für das Ende des Meeresarms ergibt sich aus der Landesgeographie Italiens, wo man ebenfalls von Oberitalien für Norditalien spricht.

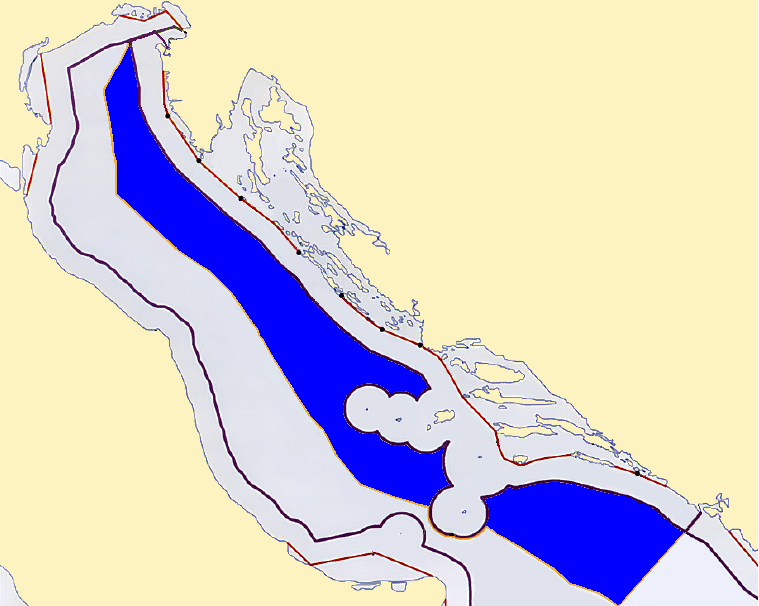
Politische Gliederung der oberen Adria (blau: kroatischer Anspruch einer Ausschließlichen Wirtschaftszone (Zaštićeni ekološko-ribolovni pojas, ZERP)); Anlass des Grenzstreits mit Slowenien

Die Umgrenzung des Raumes sind die Südalpen im Norden, und die Dinariden im Osten. Im Westen verläuft keine Grenze, man könnte unspezifisch von Monti Volsini und Monti Euganei, die charakteristisch aus dem Alpenraum auskragen, südwärts gehen. Für die  südliche Abgrenzung bieten sich zwei Varianten an, zum einen von der Stelle, wo der Apennin an die Adria stößt, bei Rimini oder dem Capo di Ancona ostwärts gegen Zadar hin, wenn man eine „Mittlere Adria“ annimmt,
oder viel weiter gefasst am Gargano bei Manfredonia (Ostspitze Capo Vieste) über die Palagruža-Inseln zu den Inseln vor Dubrovnik.
Diese beiden Varianten ergeben sich aus der Meeresgeographie, bis zur ersteren Linie ist die Adria eher Flachwasser, mit Tiefen um unter 100 Meter, vor Pescara und Split liegt ein erstes Becken, eine lange, enge Senke, das Becken von Jabuka (Jabucka kotlina, um 240 m), südlich der zweiten Linie, der Schwelle von Palagruza (Palagruski prag, tiefster Punkt 130 m) fällt die Adria dann jäh auf Tiefen unter 1.200 m ab (Untere Adria/Südadria bis zur Straße von Otranto).

Die Gliederungsvarianten sind von Italien her deutlich, während die Kroatische Adria weniger Anhaltspunkt bietet: Ab der Halbinsel bei Trogir (Kanal von Trogir) südwärts spricht man von Mitteldalmatien, ab Blato von Süddalmatien – und Norddalmatien umfasst die Küste nordwärts bis zur Insel Pag.
Die Küstenabschnitte Italiens, Triest–Po-Mündung, Po–Rimini und Rimini–Gargano, haben keine ausdrücklichen Namen.

## Geographisches
Zentralort der oberen Adria ist die am Golf von Venedig gelegene Stadt Venedig, daneben Triest als Handelshafen, weitere wichtige Städte sind Ancona, Rimini, Ravenna, Koper (als Adriazugang Sloweniens), Rijeka und – bei weiterem Begriff – Pescara und Split, sowie Faenza, Ferrara, Padua und Vicenza im italienischen Hinterland.
Dieser Raum des italienischen Küsten- und Hinterlands umfasst neben der unteren Po-Ebene, der Emilia, auch das untere Veneto (die Küstenebene um Venedig), und östlich davon das untere Friaul.
Bis auf diese padanisch-venetianische Ebene sind die Küsten durchwegs Steilküsten mit nur mäßig oder gar nicht ausgeprägtem Küstenvorland. Während aber am Westufer Inseln fast völlig fehlen, und die Strände über weite Strecken grade laufen, ist die Ostküste mit den Dalmatinischen Inseln und tiefen Buchten (Golf von Triest, Kvarner) reichhaltig gegliedert. Für die nordwestlichen Ebenen sind die Lagunen und vorgelagerten Lidos charakteristisch.

Die Ostküste benennt sich Triestiner Riviera, Slowenische Riviera und Dalmatinische Küste (mit Istrischer Riviera, Crikvenička Riviera und  Makarska Riviera im Süden, zusammengefasst auch zu Kroatische Riviera).
Umgrenzt wird der Raum vom Mittelapennin (Molise, Abruzzen, Marken, im weiteren Sinne des Begriffs) oder eben nur der Romagna an der Grenze zwischen Mittel- und Nordapennin (Linie San Marino–Perugia) im Südwesten, den vicentinischen, venetianischen und julischen Alpen (Untergruppen der Südalpen) im Norden, sowie Karst, Kapela und  Dinara (Teile der Dinariden) im Osten.
Nachbarregionenim weiteren Sinne des Begriffs, ohne Umgrenzungsgebirgsräume
| Trentino                 | Belluno Friaul                              | Zentralslowenien Nordkroatien |
| Piemont–Lombardei        | Kompassrose, die auf Nachbargemeinden zeigt | Bosnien                       |
| Toskana Latium Kampanien |                                             | Montenegro                    |

## Klima
Klimatisch ist die Region ein Übergangsgebiet zwischen Mediterranem Klima, Alpenklima und Illyrischem Klima (Österreichs), charakteristisch sind die Mittelmeertiefs, besonders die Vb-Subtypen, die vom Golf von Genua genau über diese Region ziehen (Adriatief), und zu allen Jahreszeiten, vornehmlich aber Frühling und Herbst, vorkommen, und im Nordstau Starkregen mit sich führen, und die Bora, ein Ausgleichswind aus dem Pannonischen Raum in das Mittelmeer, der insbesondere im Winter für kontinental-kalte Einbrüche sorgt und bis Venedig vordringen kann. Die Kombination aus allgemeiner Trockenheit und subtropisch-ozeanischen Regenmengen bildet die charakteristischen Torrentes aus, die periodischen Trockentäler auch der großen Flüsse (Piave, Tagliamento).